# Kirby Star Allies
Kirby Star Allies (с англ. — «Звёздные Союзники Кирби») — видеоигра-платформер серии Kirby, разработанная HAL Laboratory и выпущенная Nintendo на Nintendo Switch 16 марта 2018 года. Это первая игра серии, выпущенная для данной консоли. В данной игре игрок управляет Кирби, стремящимся помешать сумасшедшему священнику по имени Хайнесс возродить тёмную силу и уничтожить вселенную. Кирби проходит уровни, используя акробатические приёмы, вдыхая в себя врагов и ассимилируя их способности.
Разработка игры началась к 25-летнему юбилею серии Kirby. В игре был сделан акцент на детализированной графике высокого разрешения. К игре было выпущено три DLC, включающих новых играбельных персонажей и новые игровые режимы. DLC были выпущены 28 марта, 27 июля и 30 ноября 2018 года соответственно.
Изначально Star Allies получила смешанные отзывы: критики положительно оценили графику, общую механику игрового процесса и саундтрек, но раскритиковали отсутствие глубины и низкую сложность. После выпуска DLC оценки улучшились. По состоянию на 31 декабря 2022 года было продано 4,38 миллиона копий игры, что делает её одной из самых продаваемых игр на Switch.

## Игровой процесс
Kirby Star Allies — платформер в 2,5D. Игрок управляет главным героем Кирби, которого могут сопровождать до трёх спутников. В игре представлена новая возможность — Кирби превращать врагов в своих союзников, бросая в них сердца. В игру можно играть как в одиночку с персонажами, контролируемыми искусственным интеллектом, так и совместно с другими игроками, управляющими компаньонами. Если у Кирби есть спутники, игроку становятся доступны специальные атаки, которые позволяют Кирби объединить свои способности со способностями своих союзников. Последний раз эта механика фигурировала в игре Kirby: Squeak Squad на Nintendo DS. Чтобы скомбинировать способность, один игрок должен подать специальный сигнал, а второй присоединиться — аналогичная механика была в Kirby 64: The Crystal Shards. Количество жизней игрока ограничено, однако его можно увеличить, собрав эмблему «1-Up» или 100 звёзд. Кирби теряет жизнь, когда у него заканчиваются очки здоровья или он падает в бездонную яму. Если количество жизней упадёт до нуля, игра закончится, однако игрок сможет продолжить с последней точки сохранения.
На некоторых локациях расположены специальные пьедесталы, позволяющие Кирби и трём его союзникам сформировать специальную способность «дружеское действие» (англ. Friend Actions), такую как «дружеский поезд» (англ. Friend Train) или «дружеская звезда» (англ. Friend Star). Кроме того, в роли союзников могут выступать известные персонажи серии, называемые «друзья мечты» (англ. Dream Friends): Уоддл Ди, Король Дидиди и Мета Рыцарь (открываются в процессе прохождения сюжетного режима), Рик, Кайн и Ку (в качестве одного персонажа), Маркс и Гуи (DLC «Первая волна», выпущен 28 марта 2018 года), Аделина и Ленточка (в качестве одного персонажа), Тёмный Мета Рыцарь и Дароач (DLC «Вторая волна», выпущен 27 июля 2018 года), Маголор, Таранза, Сьюзи, а также Франциска, Фламберг и Зан Партизанн (в качестве одного персонажа, DLC «Третья волна», выпущен 30 ноября 2018 года)

## Сюжет
На планете Ямбастион (англ. Jambastion), вдали от родной планеты Кирби, во время таинственного ритуала взрывается кристальное сердце, разнося по всему космическому пространству свои фрагменты — «Ямба Сердца» (англ. Jamba Hearts). Жители Страны Снов попадают под негативное воздействие сердец. Однако спящему у дерева Кирби попавшее внутрь сердце даёт обратный эффект, позволяя ему сдружиться с врагами. Кирби замечает, что отряд Уоддл Ди несёт в замок Короля Дидиди еду, и решает выяснить, в чём дело. Поочерёдно он побеждает Дидиди и Мета Рыцаря, освобождая их из-под влияния Ямба Сердец. На планету Поп Звезда приземляется огромная крепость, в которой Кирби устраняет генералов воды, огня и электричества — Франциску (англ. Francisca), Фламберг (англ. Flamberge) и Зан Партизанн (англ. Zan Partizanne) соответственно.
Кирби с союзниками высаживаются на Ямбастионе, где снова побеждают ранее встречавшихся им врагов и проделывают путь к базе Ямбандра (англ. Jambandra). Зан Партизанн преграждает Кирби и союзникам путь к кристальному сердцу, но терпит поражение. Впоследствии они сталкиваются с Хайнессом (англ. Hyness), таинственной фигурой в белом балахоне, которая планирует пробудить таинственную тёмную силу, используя собранные Ямба Сердца. После поражения Хайнесс призывает Франциску, Фламберг и Зан, и объединяет с ними усилия. Потерпев ещё одно поражение, они жертвуют собой для создания главного монстра — Окончательной пустоты (англ. Void Termina). Кирби с союзниками садятся в транспортное средство «Искра звёздных союзников» (англ. Star Allies Sparkler) и вступают в бой с Пустотой. Во время битвы Пустота принимает различные формы, такие как Тёмная материя из Kirby’s Dream Land 3. В конце игры «Искра» разрушается в облаке астероидов, но Кирби использует Основную звезду, чтобы вернуться вместе с друзьями домой.

## Разработка
Kirby Star Allies разработана HAL Laboratory и выпущена Nintendo. Предполагается[кем?], что основным источником вдохновения при разработке игры послужила отменённая игра про Кирби на Nintendo GameСube, в трейлере которой Кирби также сопровождали союзники. Тизер игры был представлен на выставке E3 2017, имевшей рабочее название Kirby. В сентябре 2017 года в рамках презентации Nintendo Direct было объявлено официальное название игры. Игра выпущена на Nintendo Switch 16 марта 2018 года. Незадолго до релиза, 1 марта в Европе и 3 марта 2018 года в Северной Америке вышла демоверсия игры.
По словам разработчика Синъи Кумадзаки, поддержка более высокого разрешения на Nintendo Switch позволила добиться более детализированного изображения, а также уменьшить главного героя и уместить больше объектов на одном экране.
При разработке DLC разработчики стремились познакомить игроков с прошлыми играми Kirby и с серией в целом. Вместо продолжения сюжета они решили раскрывать персонажей игры. Кумадзаки отметил, что он хотел бы добавить в игру и других персонажей, например, Галакта Рыцаря из Kirby Super Star Ultra, однако они договорились добавлять только по одному персонажу из каждой игры.

## Критика
| Сводный рейтинг       | Сводный рейтинг |
| Агрегатор             | Оценка          |
| --------------------- | --------------- |
| GameRankings          | 72,82 %         |
| Metacritic            | 73/100          |
| Иноязычные издания    |                 |
| Издание               | Оценка          |
| Destructoid           | 9/10            |
| Edge                  | 7/10            |
| EGM                   | 9/10            |
| Famitsu               | 35/40           |
| Game Informer         | 6,25/10         |
| GameSpot              | 8/10            |
| IGN                   | 8,3/10          |
| Nintendo Life         | [ 22 ]          |
| Polygon               | 7/10            |
| Shacknews             | 4/5             |
| USgamer               | 4/5             |
| VentureBeat           | 65/100          |
| Русскоязычные издания |                 |
| Издание               | Оценка          |
| StopGame.ru           | проходняк       |

Kirby Star Allies получила смешанные отзывы критиков, согласно агрегатору Metacritic. Игра была номинирована в категории «Лучшая игра для всей семьи» в рамках D.I.C.E. Awards.
Критики высоко оценили внешний вид игры и некоторые элементы игрового процесса, однако раскритиковали игру за низкую сложность. Митч Вогель из Nintendo Life назвал визуальное оформление «первоклассным», но пожелал видеть более выразительную структуру уровней. Рецензент Destructoid Крис Картер похвалил игру за «великолепно прорисованные фоны» и заявил, что превращение врагов в союзников — это «не просто очаровательная условность». Рецензент EGM высоко оценил концепцию вербовки союзников и отметил, что она позволяет сохранить интерес к решению головоломок и игровым элементам на протяжении всего прохождения. Брендану Грэберу из IGN понравилась концепция смены союзников для решения головоломок. Он отметил, что головоломки были интересными и самобытными. Критики также высоко оценили саундтрек, назвав его запоминающимся, и посчитали удачной смену его настроения. Питер Браун из GameSpot высоко оценил визуальное оформление и мультяшную эстетику игры. Он отметил, что саундтрек «добавляет мотивацию к прохождению и развлекает», а также положительно оценил механику вербовки союзников.
Рецензенты критиковали игру за низкую сложность, из-за которой, по их мнению, игре сложно увлечь игрока. Рецензент Polygon Джереми Пэрриш назвал игру предсказуемой и знакомой, и написал, что игра «слишком безобидная» по сравнению с предыдущими играми, такими как Kirby: Planet Robobot. Кайл Хиллард из Game Informer отметил, что «Kirby Star Allies требует так мало от игрока, что у меня сложилось впечатление, что я почти не участвую в игровом процессе».

### После выпуска DLC
Некоторые критики отмечали, что с выпуском DLC общее впечатление от игры улучшилось. Стивен Тотило из Kotaku отметил, что, хотя основная игра казалась «легкой прогулкой», дополнительный режим «Герои в другом измерении» был «головоломкой и тестом на реакцию», прийдя к выводу, что Star Allies — «одна из самых улучшенных игр Nintendo на Nintendo Switch». В другой рецензии, написанной Шоном Энтони из Gaming Trend, положительно оценивался креативный дизайн уровней и сложность нового режима игры, а также хвалился добавленный уровень сложности режима «Soul Melter EX». В заключение Энтони написал, что «Kirby Star Allies наконец-то стала полноценной игрой».

### Продажи
С момента релиза Kirby Star Allies стала самой продаваемой игрой серии в Великобритании. Продажи Kirby Star Allies за первую неделю в Японии составили 222 031 копию, благодаря чему игра возглавила недельный чарт. По состоянию на 8 апреля 2018 года в Японии было продано 392 413 копий игры. К концу марта 2018 года в мире было продано более миллиона копий. По состоянию на март 2019 года в мире было продано 2,56 млн единиц игры. По данным Nintendo за 2020 год, к декабрю 2019 года продажи Kirby Star Allies составили 2,93 миллиона копий.

## Заметки
1. ↑  Издана в Японии под названием Kirby of the Stars: Star Allies (яп. 星のカービィ スターアライズ Хоси но Ка:би: Сута: Арайдзу, «Звезда Кирби: Звёздные Союзники»)